# Cneo Octavio Rufo
Cneo Octavio Rufo fue un político romano del siglo III a. C.
Es el primer personaje de la gens Octavia, que ocupó un cargo del cursus honorum. Fue elegido cuestor en torno al 230 a. C., o quizás ya en 254 a. C.
Se conoce el nombre de dos de sus hijos. Uno de ellos, Cneo Octavio llegó a pretor en 205 a. C. y se convirtió en antepasado de varios cónsules y tribunos de la plebe, dando origen a una rama “ilustre” de la gens Octavia. El otro, Cayo Octavio, dio origen a una segunda rama de équites que solo accedió al Senado cuatro o cinco generaciones más tarde, cuando su descendiente Cayo Octavio (padre del futuro emperador Cesar Augusto) fue nombrado pretor en 61 a. C. Esta abundancia del praenomen Cayo contrasta con la de Cneo, muy frecuente en la otra rama de los Octavios.